# Mindset (Roman)
Mindset ist der Debütroman von Sebastian Hotz (El Hotzo). Er erschien am 5. April 2023 im Verlag Kiepenheuer & Witsch und wurde am 4. November 2023 am Düsseldorfer Schauspielhaus als Theaterstück uraufgeführt. Er handelt von Männern, die sich nach finanziellem und sozialem Erfolg sehnen.

## Handlung
Maximilian Krach gibt sich als Unternehmer, Lifestyle-Coach und Gründer von „Krach Consulting“ aus, hält Seminare und pflegt das Image eines luxuriösen Lebensstils mit teuren Autos und Uhren. In seinen Seminaren will er junge Männer mit dem richtigen Mindset auf Erfolgskurs bringen. In Wahrheit arbeitet er als Pizzabote und verdient 12 Euro pro Stunde. Sein Auto ist geliehen und seine Luxusuhr nicht echt; selbst die Rechnungen für die Seminarräume in den Hotels kann er nicht bezahlen und wird daher beständig von der Angst begleitet, aufzufliegen. Um sich aus prekären Situationen herauszuziehen, bedient er sich Lügen. Er versucht zudem, seinen Seminarteilnehmern eine selbsterfundene Kryptowährung anzudrehen. 
Einer der Seminarteilnehmer ist der junge Informatiker Mirko Mihalic aus Gütersloh, der mit seinem Leben und der nicht besonders erfolgreichen Rolle in seiner Firma unzufrieden ist. Eine weitere Rolle im Roman spielt die Hotelrezeptionistin Yasmin, die die Geheimnisse um die Identität von Krach ergründen möchte. Sie lernt Mirko über das Stichwort „Krach Consulting“ in einer Dating-App kennen. Sie treffen sich in Mirkos Wohnung, um dort jedes Detail über Krach Consulting zu besprechen. Sie bestellen sich eine Pizza. Als es an der Tür läutet und Mirko öffnet, werden sie von Maximilian Krach persönlich als Pizzalieferant überrascht.
Maximilian Krach versucht, alles zu erklären. Mirko besteht darauf, dass Maximilian die Wahrheit über seine persönliche Realität und Krach Consulting öffentlich bekannt gibt, was dann noch in derselben Nacht über alle Kanäle erfolgt. Da der nächste Seminartermin noch aussteht, begibt sich Krach zum Treffpunkt und rechnet damit, dass niemand erscheinen wird. Jedoch treffen dort ein Dutzend Männer und zuletzt auch Mirko ein, dem Maximilian offenbart, jeder von ihnen spiele dem Anderen etwas vor. Es sei egal, ob es eine echte Rolex sei oder nicht. Sie seien alle gekommen, da es keinen Ausweg für sie in ihrem Leben gebe und das S-Bahn-Fahren sich schöner anfühle, wenn man sich dabei vorstelle, demnächst von einem Chauffeur zum Flughafen gefahren zu werden.

## Rezeption
„Ab und zu fragt man sich, ob Mirko und Maximilian nicht tatsächlich die gleiche Person sind, so stark ähneln sich die beiden“, schreibt Lavinia Kiessler in der Frankfurter Allgemeinen Zeitung. „Eigentlich passiert in ‚Mindset‘ nicht viel. Die Prosa liest sich tatsächlich wie eine lange Abfolge von Tweets. Aber Hotz erzählt auch von Einsamkeit und Perspektivlosigkeit, und er zeigt dabei sein Talent, das Lebensgefühl und das Dilemma der heutigen ‚Generation Z‘ in Worte zu fassen. (...) Für seine Fans liefert Sebastian Hotz in ‚Mindset‘ mehr von dem, was sie schon auf Twitter und Instagram von ihm kriegen. Für alle anderen ist ‚Mindset‘: ein okayer Roman von einem okayen Typen.“